# Tajumulco (volcan)
Pour les articles homonymes, voir Tajumulco.
Le Tajumulco est un stratovolcan du Guatemala s'élevant à 4 220 mètres d'altitude et constituant le point culminant du pays et de l'Amérique centrale, dans la sierra Madre de Chiapas. Des indices de fréquentation par des civilisations précolombiennes ont été découverts. Malgré tout, il demeure peu connu, tant du point de vue de son histoire éruptive que touristiquement, en raison de son isolement, alors qu'il ne présente pas de difficulté en randonnée pédestre.

## Toponymie
Le volcan tient son nom de la ville de Tajumulco (en), dont l'origine est incertaine. Il pourrait venir du mam, taj signifiant « coincé, proche de quelque chose », xomulli « coin, pointe » et co « dans, à l'intérieur », ce qui se traduirait par « collé, au pied de quelque chose ». Une étymologie similaire, mais venant du nahuatl, décompose le nom en tlallì « terre », xumullì « coin » et co « lieu, place », soit « lieu dans le coin de la terre ».

## Géographie

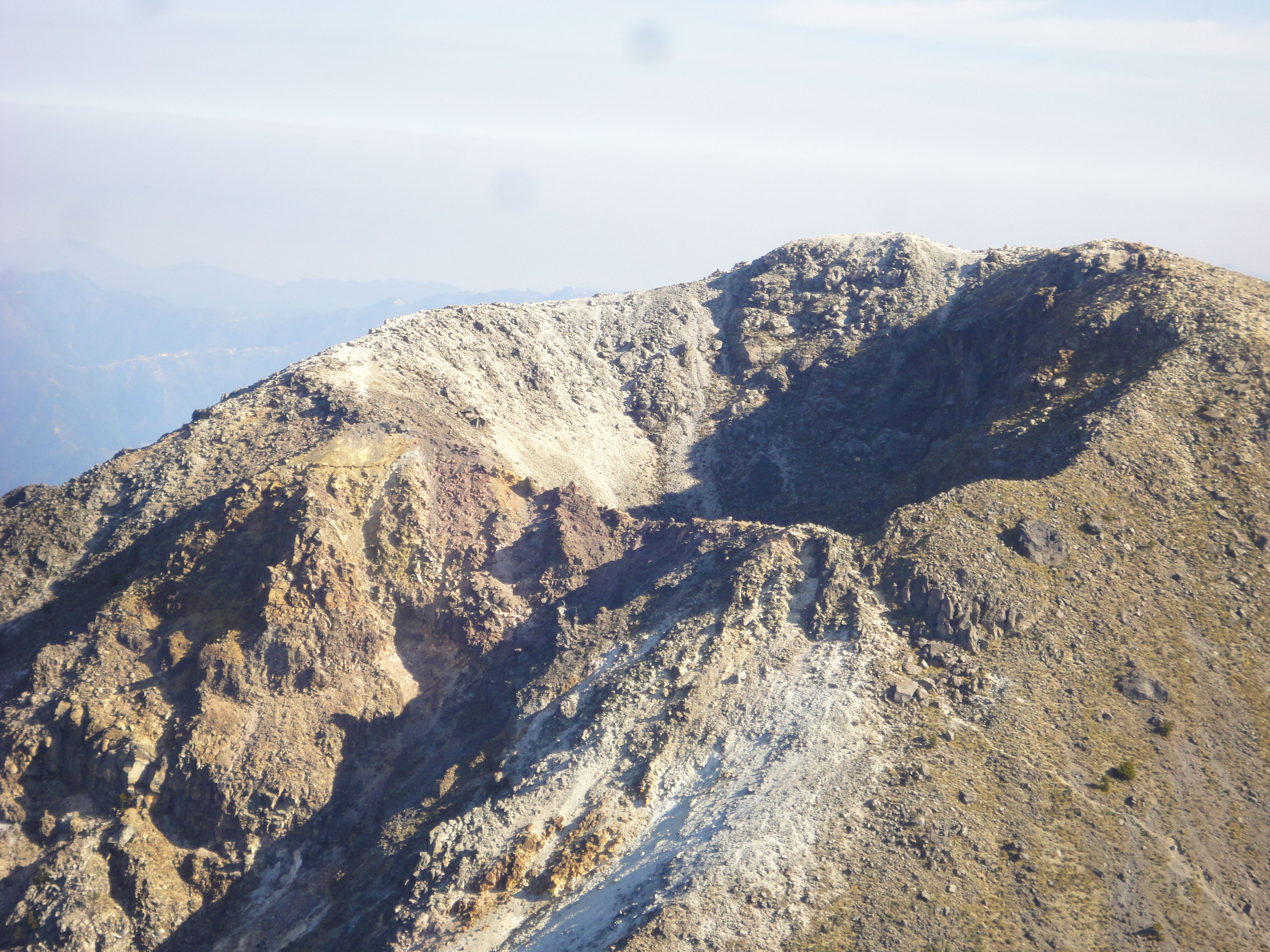
Vue aérienne du cratère depuis le sud.

Le Tajumulco est situé dans l'Ouest du Guatemala, dans le département de San Marcos. Il se trouve à environ 45 kilomètres à l'ouest-nord-ouest de Quetzaltenango et 160 kilomètres dans la même direction de la capitale, Guatemala, alors que la frontière avec le Mexique passe à moins de 20 kilomètres à l'ouest. Les côtes de l'océan Pacifique sont à 70 kilomètres au sud-ouest, celles de la mer des Caraïbes à 350 kilomètres à l'est et celles du golfe du Mexique à 400 kilomètres au nord-nord-ouest. Il s'élève à 4 220 mètres d'altitude, ce qui en fait le point culminant du pays, de la sierra Madre de Chiapas et de toute l'Amérique centrale,. Sa hauteur de culminance par rapport au pic d'Orizaba, à plus de 720 kilomètres au nord-ouest au Mexique, est de 3 980 mètres,, ce qui en fait le 24e plus proéminent au monde. Il possède une cime secondaire, au sud-est, le cerro Concepción. Il s'agit d'un stratovolcan composé de dacite, d'andésite et d'andésite basaltique reposant sur un socle de diorite ; il est coiffé par un cratère d'une soixantaine de mètres de diamètre. La ligne de partage des eaux entre l'océan Atlantique et l'océan Pacifique passe à deux kilomètres sur le versant nord-est, le sommet se trouvant dans le bassin versant du second.

## Histoire

### Histoire éruptive
Le 24 octobre 1765, des maisons sont détruites, plus probablement en raison d'une avalanche de roches que d'une éruption. D'autres témoignages évoquent des possibilités d'éruptions en 1821,, ou 1822, 1863,, et 1893, mais elles demeurent incertaines,. Il est toutefois admis que le volcan a connu des éruptions au cours des temps historiques.

### Histoire humaine
Autour du Tajumulco, plusieurs sites archéologiques, notamment olmèques, renferment des artefacts en obsidienne provenant du volcan,. Des traces d'offrandes d'origine maya ont été découvertes par Karl Sapper à la fin du XIXe siècle au sommet du volcan, avec la présence d'encensoirs.

## Activités

### Ascension
Le Tajumulco se trouve dans une zone isolée et peu fréquentée du Guatemala, ; il fait partie des volcans les moins connus du pays malgré sa hauteur. Une route grimpe toutefois à près de 3 600 mètres d'altitude sur les pentes plus douces du versant nord-est, à travers des champs. L'ascension ne présente aucune difficulté et s'effectue généralement depuis l'est en moins de trois heures, de préférence en automne ou hiver,. En cas de besoin, il est possible de camper, notamment parmi les pins de Hartweg à proximité du col entre la cime principale et le cerro Concepción, vers 3 850 mètres d'altitude. Le sommet offre un panorama sur la sierra Madre de Chiapas, du Mexique aux volcans du Guatemala, ainsi que sur l'océan Pacifique,.

### Protection environnementale
Le Tajumulco est protégé depuis 1956 au sein d'une zone d'exclusion permanente de 130 km2,.